# 大同之战
大同之战是指中国明朝明英宗正统十四年（1449年），明朝同瓦刺蒙古部落在山西大同的一场军事斗争。

## 背景
元朝灭亡后，蒙古分成瓦剌、鞑靼等部，内乱不已，又常南下掳掠。为了防止蒙古的侵扰，明朝不但羁縻朵颜三卫，还在北方设立九边，驻守着四十万明军。而大同就是九边重镇之一。由于大同地理位的重要性，明太祖朱元璋封他的第十三子朱桂为代王，坐镇大同，又在大同设置山西行都司，管理山西一切军政大事。
明英宗时，瓦剌部落逐渐强盛起来。瓦剌头领马哈木死后，他的儿子脱欢吞并了鞑靼和朵颜诸部，统一了蒙古各部族。脱欢死后，其子也先继承顺宁王位，控制了东起辽河，西至关山东麓的大片土地。为了和平相处，明朝与瓦剌达成协议，明朝在大同、宣府等地设立马市，双方互相贸易，交流物资，而瓦剌以马匹来换取中原的布匹、粮食、瓷器、药材、武器、铁制品等。正统十一年（1446年）冬季，也先因为粮食短缺，派使臣来大同地区借粮，还要求与大同的守备太监郭敬商谈事宜。明英宗得知此事后，命郭敬不要见瓦剌的使臣，拒绝了瓦剌的要求，引起瓦剌的不满。之后，明朝政府又单方面撕毁贸易协议，随意降低了马价，使瓦剌受到损失。从此，明朝与瓦剌关系破裂，局势紧张，双方都在调集军队，加紧备战。

## 过程
正统十四年（1449年）秋七月，也先召集諸部兵分四路大舉進攻明朝邊境。脫脫不花以兀良哈攻遼東，阿剌知院攻宣府（今河北宣化），圍赤城，又遣別騎攻甘州。七月十一日，也先攻大同，明朝大同右参将吴浩于猫儿庄（今山西阳高县北一带）迎战瓦剌，迅即兵败战死。七月十五日，大同总督宋瑛、驸马都尉井源、总兵官朱冕、左参将都督石亨四员将领各率兵一万赴阳和（今山西阳高县西北）地区防御。紧接着，西寧侯宋瑛、武进伯朱冕、左参将石亨等率明军與瓦剌戰於陽和。由于太监郭敬在其中作梗，致使明军大败，全军覆灭。宋瑛、朱冕战死，石亨單騎奔还逃回大同城内，郭敬躲藏在草丛中才躲过一劫。也先军队锐不可挡，大同明军交战失利。塞外城堡，接连失陷。明军几经接战，前线败报频传。

## 后续
太監王振此前曾有主导远征云南麓川土司获胜的功绩，此时希望借与蒙古开战的机会继续增大自己的权利，便蛊惑明英宗力主御驾親征。吏部尚書王直等人认为“边鄙之事，自古有之”，只要“将士用命，必可图胜”。朝廷应以守为主，劝谏英宗“不必亲御六师，以临塞下”。英宗则全然不顾，在不知瓦剌军队主力方向的情况下，诏令迅速集结军队，两日内出兵讨伐也先。
正统十四年(1449年)七月十七日，明英宗不顧吏部尚書王直等群臣反對偕同王振率军五十餘萬御驾亲征。命皇弟郕王朱祁鈺留守京师。后明英宗兵败被俘，称土木堡之变。朱祁镇被俘后，也先曾两次带着朱祁镇以索取金币为名，攻打大同。大同都督郭登识破了也先的计谋，曾两次设计，想夺回明英宗，袭击瓦刺军，但都没有成功。